# Savigny-le-Sec
Savigny-le-Sec è un comune francese di 839 abitanti situato nel dipartimento della Côte-d'Or nella regione della Borgogna-Franca Contea.

## Società

### Evoluzione demografica
Abitanti censiti